# Eduardo Manet
Pour les articles homonymes, voir Manet.
Eduardo Manet, né le 19 juin 1930 à Santiago de Cuba , est un écrivain et cinéaste français d’origine cubaine.

## Biographie
Il suit l'enseignement de Jacques Lecoq. En 1959, il est comédien de sa troupe avec Philippe Avron, Isaac Alvarez et Elie Pressmann. De 1968 à 1969, il est enseignant à l'école Lecoq. Eduardo Manet est membre du comité de rédaction de Cine Cubano à l'Institut cubain d'art et d'industrie cinématographique (Icaic) (1961-1968) et Secrétaire du Centre français du théâtre (1995-1998).

## Quelques œuvres
- Les Étrangers dans la ville, roman, 1960
- Un cri sur le rivage, roman, 1963
- Les nonnes, théâtre, 1969
- L'Autre Don Juan, 1973
- Un balcon sur les Andes, théâtre, 1978
- La Mauresque, roman, 1982

Prix Roland de Jouvenel de l’Académie française 1983
- Les Chiennes, théâtre, 1987
- L'Île du lézard vert, roman, 1992

Prix Goncourt des lycéens 1992
- Rhapsodie cubaine, 1996

Prix Interallié 1996
- D'amour et d'exil, 1999

Prix Relay 1999
- Mes années Cuba, 2004
- Ma vie de Jésus, roman, 2005
- Un Français au cœur de l'ouragan cubain, roman, 2006
- La Conquistadora, roman, 2006
- La Maîtresse du commandant Castro, roman, 2008
- Un Cubain à Paris, récit, 2009
- Comment avoir du panache à tout âge, 2009
- Les Trois Frères Castro, 2010
- Quatre villes profanes et un paradis, éditions des Busclats, 2010.

## Filmographie
Scénariste
- 1979 : Bolivar et le congrès de Panama, téléfilm
- 1982 : Un balcon sur les Andes, téléfilm de Jacques Audoir
- 1995 : Vroum-vroum, film de Frédéric Sojcher

Acteur
- 1958-1959 : La Belle Équipe d'Ange Casta (Série TV)

## Théâtre
- 1972 : Le borgne[2], mise en scène de Patrick Roegiers, Théâtre national de Belgique